# Bireta
Bireta is een geslacht van vlinders van de familie tandvlinders (Notodontidae).

## Soorten
- B. dorsisuffusa Kiriakoff, 1962
- B. endophaea Hampson, 1904
- B. longivitta Walker, 1856